# Тесновка (Новоград-Волынский район)
Тесно́вка (укр. Теснівка) — село на Украине, основано в 1670 году, находится в Новоград-Волынском районе Житомирской области.
Население по переписи 2001 года составляет 394 человека. Почтовый индекс — 11700. Телефонный код — 4141. Занимает площадь 2,282 км².

## Адрес местного совета
11771, Житомирская область, Новоград-Волынский р-н, с. Несолонь